# Aliso Creek (comté d'Orange)
Pour les articles homonymes, voir Aliso Creek.
Aliso Creek (« ruisseau des aulnes » en espagnol, également appelé Alisos Creek en anglais) est un fleuve côtier long de 30,5 km (19 milles) situé dans le comté d'Orange dans l'État américain de Californie. Il prend sa source dans les monts Santa Ana et se jette dans l'océan Pacifique ; il est alimenté par sept affluents principaux. Le ruisseau est presque entièrement canalisé. En 2004, son bassin versant recouvrait une zone peuplée de 149 087 habitants répartis dans sept municipalités.
Le fleuve s'écoule de manière à peu près rectiligne dans la direction sud-sud-ouest, empruntant un bassin côtier étroit situé à l'extrémité sud du bassin de Los Angeles. Comme la Californie du Sud était encore submergée dans l'océan Pacifique il y a 10 millions d'années, le cours d'eau coule sur des roches sédimentaires datant de la fin de l'Éocène au Pliocène. L'état actuel du bassin, avec ses vallées sédimentaires et ses canyons très érodés, est dû à un changement climatique advenu durant la dernière glaciation, qui a produit l'Aliso Canyon, les gorges finales du fleuve.
Le fleuve doit son nom à des explorateurs espagnols du XVIIIe siècle ; c'est un hydronyme commun en Californie. Autrefois, le fleuve servait de frontière entre les peuples amérindiens Juaneño (Acjachemem) et Gabrieleno (Tongva). Le fleuve et son bassin sont ensuite devenus la propriété de Juan Avila à l'issue du Mexican Land Grant de 1842, en tant que partie du rancho Ranguo Niguel, avant qu'ils ne soient achetés par deux éleveurs américains. À partir du XXe siècle ont lieu des tentatives d'utiliser le fleuve comme source d'approvisionnement municipal, mais le peu de qualité de l'eau et l'irrégularité du débit y mettent un terme. Négligé, le fleuve n'est guère utilisé fonctionnellement que comme collecteur d'eaux pluviales ; toutefois, malgré son déclin, il a longtemps conservé une part de sa biodiversité et a accueilli des activités de loisir. Depuis les années 1960, la pollution, les inondations et le développement périurbain ont dégradé la qualité de l'eau et de la faune vivant auprès du fleuve,. La pollution est toujours actuellement le problème principal ; malgré de nombreuses études et plusieurs projets de réhabilitation, à l'instar des autres cours d'eau du comté d'Orange, peu d'actions concrètes ont été engagées.

## Étymologie
Le nom amérindien de l'Aliso Creek n'est pas connu. Son nom actuel lui a été donné par des conquistadores espagnols, entre les années 1750 et le début du XIXe siècle,. Le mot aliso signifie aulne en espagnol ; il fait référence à la végétation qui borde le cours d'eau, surtout près de son embouchure. Selon le Geographic Names Information System de la United States Geological Survey, il existe actuellement 46 lieux en Californie qui ont le même toponyme, et cinq autres cours d'eau dans l'État qui partagent le même hydronyme (dont un utilise une variante).
D'autres noms dérivés pour désigner le fleuve sont apparus, dont Los Alisos Creek et Alisos Creek. Plusieurs lieux voisins doivent leur nom au fleuve, dont l'Aliso Peak, un cap de 208 m (683 pieds). La ville d'Aliso Viejo et plusieurs localités attenantes partagent leur nom avec le fleuve. Une école du Saddleback Valley Unified School District qui borde le cours d'eau est appelée Los Alisos, à l'instar de Aliso Creek Road, qui traverse le fleuve à une reprise et le suit sur une courte distance.

## Cours
L'Aliso Creek prend sa source dans les contreforts des Santa Ana Mountains, près de la communauté de Portola Hills, qui fait partie de la municipalité de Lake Forest, et à la bordure de la Forêt nationale de Cleveland. Le cours d'eau prend d'abord la forme d'une petite ravine saisonnière qui se dirige vers le sud et traverse une petite vallée, avant de continuer dans une direction sud-ouest sur 31 km jusqu'à l'océan Pacifique à Laguna Beach. Le fleuve possède sept affluents majeurs et plus de quarante affluents mineurs, souvent de petits ruisseaux. Sur la majeure partie de son cours, l'Aliso Creek est relativement canalisé et confiné par le développement urbain ; il ne s'écoule librement que dans certaines zones situées soient très en amont soit près de son embouchure. L'Aliso Creek passe ensuite au sud de plusieurs zones résidentielles. Jusqu'à l'Interstate 5 la El Toro Road suit à peu près son tracé. Auparavant, le ruisseau, empruntant un petit ravin longeant le côté droit de la route, passe sous les ponts jumeaux de la California State Route 241 et rencontre un petit affluent innommée. À cette confluence, le ruisseau se tourne davantage vers le sud, puis passe sous El Toro Road et coupe en deux une autre zone résidentielle. À son entrée dans Lake Forest, il est rejoint à droite par le Munger Creek et à gauche par l'English Canyon Creek, un affluent plus important venant de Mission Viejo, à 26 km de l'embouchure,,,.

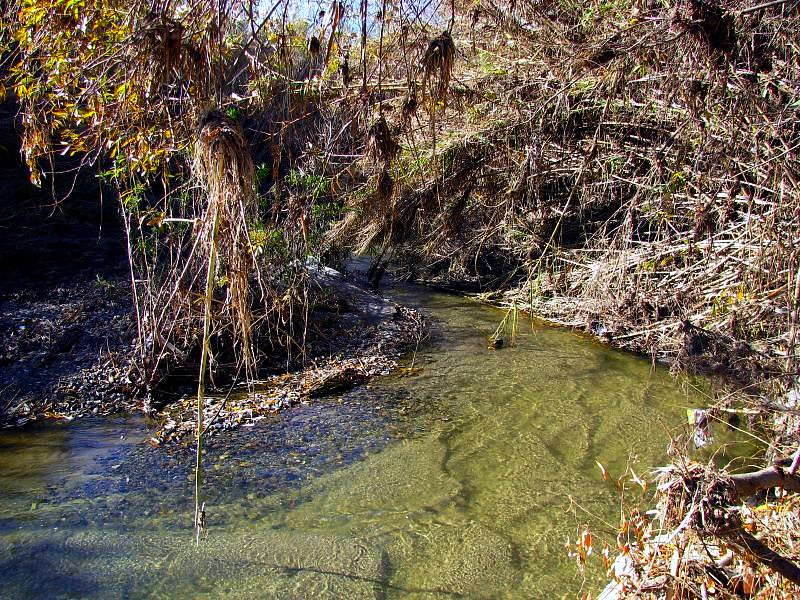
En amont, les eaux du ruisseau sont de meilleure qualité qu'en aval.

Le ruisseau passe sous Trabuco Road and Jeronimo Road (où se trouvait autrefois un limnimètre), puis se dirige vers le sud et passe sous l'Interstate 5. Empruntant un dalot, il traverse Paseo de Valencia, passe sous la Laguna Hills Drive et la Moulton Parkway, à Laguna Hills. Repartant vers le sud-est il est rejoint par l'Aliso Hills Channel, à 21 km de l'embouchure. L'Aliso Hills Channel draine une grande partie de l'est de Laguna Hills, de l'ouest de Mission Viejo et du sud-est de Lake Forest,,,. À partir de ce confluent, la pente du cours d'eau s'adoucit et il entre dans une vallée bordée par l'Aliso Creek Road à l'ouest et l'Alicia Parkway à l'est, passant sous la California State Route 73. À 14 km de l'embouchure, le ruisseau rencontre un nouvel affluent, le Dairy Fork, qui draine le sud de Laguna Hills et le nord-est d'Aliso Viejo. Le Dairy Fork empruntait autrefois un canyon qui a été comblé durant les années 1960 et 1970 pour aplanir le terrain d'Aliso Viejo, alors en développement ; la State Route 73 suit son ancien tracé,,,.
Après ce confluent, l'Aliso Creek emprunte trois grands dalots qui passent sous Pacific Park Drive ; après avoir bordé plusieurs complexes sportifs, il dessine la frontière entre Aliso Viejo et Laguna Niguel, puis passe sous l'Aliso Creek Road pour entrer dans l'Aliso and Wood Canyons Regional Park, où il rencontre son plus grand affluent, le Sulphur Creek. Ce dernier, long de 7,2 km, draine une partie du nord de Laguna Niguel, à 11 km de l'embouchure. À partir de là, l'Aliso Creek se courbe vers l'ouest et entre dans l'Aliso Canyon, qui, traversant les San Joaquin Hills, le conduit jusqu'à l'océan,,,. À environ 1,6 km en aval du confluent avec Sulphur Creek, l'Aliso est retenu par un petit barrage et est alimenté à 8 km de l'embouchure par son deuxième plus important affluent, le Wook Canyon Creek, qui draine l'Aliso Canyon et l'est d'Aliso Viejo. Puis, s'écoulant en direction du sud en ligne droite dans une vallée flanquée de collines découpées, l'Aliso tourne nettement vers l'ouest pour entrer dans la dernière section de son parcours, souvent sujette à inondation, entrant dans une propriété privée à moins de 1,6 km de l'embouchure. Enfin, formant un petit lagon, le cours d'eau passe sous la Pacific Coast Highway et se jette dans l'océan Pacifique,,,.

## Bassin

### Géographie
Le bassin versant de l'Aliso Creek se situe au centre-sud du comté d'Orange, à mi-chemin entre la Santa Ana River et la frontière avec le comté de San Diego. Il couvre un territoire de 79 km2 en forme de cuillère qui comprend principalement des zones de collines et des contreforts de montagne. Le bassin borde cinq autres bassins versants du comté : Santiago Creek au nord, San Diego Creek à l'ouest, Laguna Canyon au sud-ouest, Salt Creek au sud-est, et San Juan Creek à l'est[réf. souhaitée]. Deux affluents du San Juan Creek—Oso Creek et du Trabuco Creek bordent l'Aliso Creek au nord-est et au sud-est.
En 2004, le bassin de l'Aliso Creek comptait 149 087 habitants. Neuf communautés ont été établies dans les environs durant le XXe siècle. En 2001, sept d'entre elles étaient devenues des municipalités (au statut de cities) de l'embouchure à la source : Laguna Beach, Laguna Niguel, Aliso Viejo, Laguna Hills, Laguna Woods, Lake Forest, et Mission Viejo) ; les deux dernières, Foothill Ranch et Portola Hills se sont incorporées dans la municipalité de Lake Forest en 2000. La plus grande zone urbaine du bassin est située en son centre, au point où l'Interstate 5 coupe le bassin en une partie est et ouest ; sa frontière nord s'étend un peu au-delà de la California State Route 241 et sa frontière sud est située près de la California State Route 73 au sud. Cette zone comprend principalement Lake Forest, Laguna Woods et Laguna Hills.
La Loma Ridge (crête de Loma) des monts Santa Ana parcourt d'est en ouest la partie nord-est du bassin versant, formant la ligne de partage des eaux avec le Santiago Creek. Les San Joaquin Hills se situent dans la partie sud-ouest du bassin et suivent le littoral ; certaines de ces collines forment la séparation entre les ruisseaux de Laguna Canyon et de Salt Creek. Les Santa Ana Mountains ont une altitude maximale de 1 200 m et les San Joaquin Hills de 300 m à Temple Hill qui se trouve au nord de l'Aliso Canyon, une cluse des San Joaquin Hills par laquelle passe l'Aliso Creek. La plupart des collines s'élèvent à seulement 180 ou 210 mètres environ. Le plus grand plan d'eau du bassin, le Sulphur Creek Reservoir, est situé au nord-est de l'Aliso Canyon,.

### Pollution bactérienne

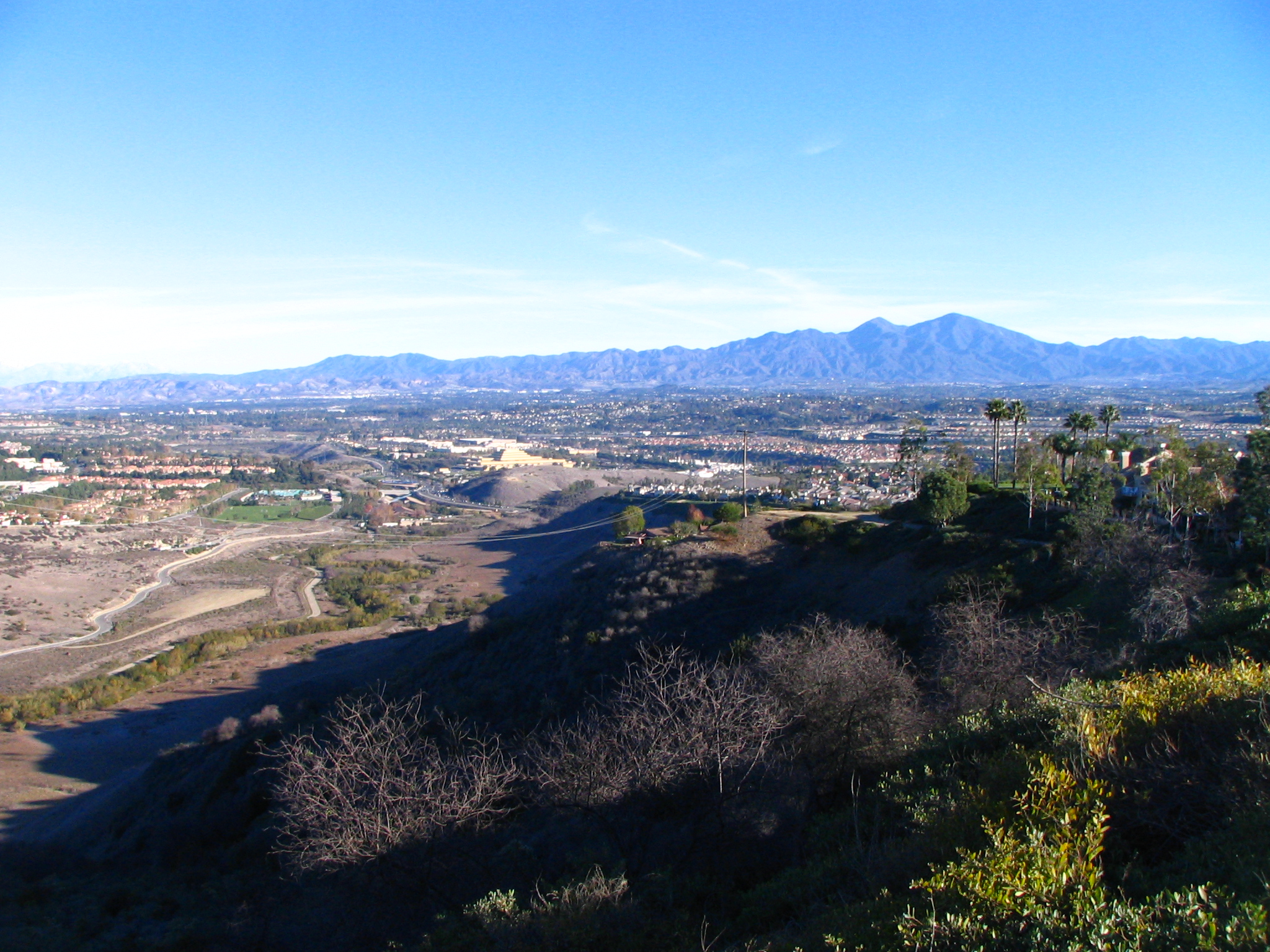
Vue d'ensemble sur le bassin de l'Aliso Creek watershed depuis une crête des San Joaquin Hills, avec les Santa Ana Mountains à l'arrière-plan.

À partir des années 1960 le bassin d'Aliso Creek, à l'instar du reste du comté d'Orange, a été marqué par un accroissement rapide du développement urbain, ce qui a causé une augmentation du débit du fleuve, a accru la part de végétation non-indigène, et a généré une forte élévation du niveau de bactéries, endommageant son écosystème. Le cours d'eau fait partie de la liste du Clean Water Act concernant les eaux dégradées qui sont définies comme « dégradées par un ou plusieurs polluants qui ne s'aligne(nt) pas sur les normes de qualité de l'eau ». Aliso Creek est présenté comme l'un des cours d'eau les plus « médiatisés » de la liste. En 2001, les précipitations annuelles moyennes dans la San Juan Hydrological Unit, dont fait partie l'Aliso Creek, s'élevaient à 417 mm.
Les bactéries affectant la qualité de l'eau consistent principalement en différents types de coliformes thermotolérants, dont un niveau élevé de Escherichia coli. Elles proviennent des déchets d'origine animale, des engrais, du fumier, et d'autres polluants organiques qui se déversent dans le cours d'eau, occasionnant une augmentation du niveau moyen de bactéries de 34 % plus importante que le niveau considéré comme sain dans la loi californienne. Cette situation a un impact sur les activités de baignade sur la plage populaire située à l'embouchure du fleuve, l'Aliso Creek Beach ; les normes de qualité d'eau pour la baignade n'y sont quasiment jamais respectées et on conseille aux baigneurs d'éviter de s'y baigner dans les trois jours suivant des orages ou des tempêtes importants,. En raison de cette importante pollution bactérienne, l'Aliso Creek a été qualifié de « cours d'eau le plus pollué du comté d'Orange » et même de « cesspool stew », « ragoût de fosse d'aisance », cette expression ayant été employée par un activiste locale qui, après avoir déploré l'inaction des autorités du comté, a déclaré : « Nous en avons assez de cette situation. [Le fleuve] n'est rien d'autre qu'un ragoût de fosse d'aisance, empli de pigeons et de leurs fientes, avec une eau à plus de 30 °C, et ce juste sur la plage ! »,. D'après les services de santé du comté, le nombre de bactéries présentes dans le cours d'eau, et en particulier dans la lagune d'eau douce présente près de son embouchure, dépasse fréquemment les limites indiquées dans la loi californienne.

D'autres virus et bactéries se trouvent en petites concentrations dans les eaux du fleuve. En 2002, un chien a contracté un parvovirus après avoir été mordu par des coyotes qui avaient apparemment bu l'eau du fleuve. Des tests effectués en novembre de l'année de l'incident ont détecté la présence de petites quantités du virus qui cause l'hépatite A. En automne 2000, une étude a repéré des enterovirus dans les caniveaux qui se versent dans un affluent de Sulphur Creek, une rivière qui se jette dans l'Aliso Creek. À en croire la rumeur, le fleuve serait pollué par des infiltrations d'eaux d'égoût, mais la source est jusqu'à présent inconnue.
Selon le Los Angeles Times, « les responsables de la santé publique dans l'administration du comté sont conscients que le niveau de bactéries à l'embouchure du fleuve - qui devient à cet endroit un étang d'eau chaude stagnante se déversant petit à petit vers la plage - est parfois alarmant puisqu'il dépasse la limite légale instituée en Californie. Conséquemment, la zone où le fleuve se jette dans la mer, et le fleuve lui-même, sont officiellement considérés comme interdits aux baigneurs, ce qui est signalé par des panneaux indiquant les dangers occasionnés par la baignade dans leurs eaux polluées. Cependant, de nombreuses personnes s'y baignent, presque quotidiennement. Les responsables du département de santé environnementale du comté préviennent que des éruptions cutanées transitoires, des infections, des conjonctivites contagieuses et d'autres troubles apparentés touchent assez couramment ceux qui viennent se baigner sur la plage d'Aliso et qui entrent involontairement en contact avec les eaux du fleuve et leurs bactéries invisibles »,. On considère que les problèmes que rencontrent les cours d'eau de la région sont presque entièrement dus à l'urbanisation, qui les a privés des sédiments nécessaires à leur bon fonctionnement tout en augmentant la pollution.

### Autres polluants
Le chlore est un autre polluant présent dans le fleuve ; il y est responsable de la dégradation des conditions de vie des poissons et des crevettes. Le chlore provient du ruissellement urbain, de l'irrigation et des produits utilisés pour le lavage des véhicules ; l'eau chargée de chlore emprunte, sans avoir été traitée, les collecteurs d'eau pluviales qui se déversent dans l'Aliso Creek. La seule espèce restante de poisson dans le fleuve est la carpe, qui peut résister à de hauts degrés de toxicité. Des carpes d'une taille allant jusqu'à 45 cm ont été trouvées dans le cours d'eau, près de son embouchure. L'eau de l'Aliso Creek atteint, voire dépasse, 32 °C à cet endroit, avant que la rencontre avec l'eau de mer ne la refroidisse.
Les modifications des processus de sédimentation dans le fleuve posent aussi un problème important. En raison d'une part à la construction de structures interférant avec le cours du fleuve, et d'autre part à l'augmentation du ruissellement provenant des zones urbaines bordant le fleuve, l'érosion excessive du lit du fleuve entraîne une pollution qui est transportée dans l'océan. Dans une étude effectuée en 1997, l'U.S. Army Corps of Engineers a considéré que jusqu'à 4,2 millions de dollars de dégâts sont occasionnés chaque année à cause de l'Aliso Creek et du San Juan Creek ; il s'agit à la fois de dégâts constatables sur les berges du fleuve, sur les ponts, les conduites et les autres structures qui bordent l'Aliso, et d'une pollution croissante des plages de la côte du fait de l'augmentation des rejets de temps sec dans le fleuve, qui se révèle dangereuse pour les personnes utilisant ces plages.
C'est dans l'Aliso Canyon que l'érosion pose le plus de problèmes. En effet, une canalisation d’égout suit à partir de là le cours du fleuve jusqu'à une station d'épuration située près de l'embouchure. Si la canalisation venait à se rompre sous l'effet de l'érosion, un déversement hautement toxique aurait lieu. Dans la partie supérieure du bassin, des évènements spectaculaires causés par l'érosion sont arrivés durant les années 1990 dans l'English Canyon Creek, où une eau coulant à grande vitesse dans un méandre durant une inondation a causé plusieurs glissements de terrain

### Activités de loisir

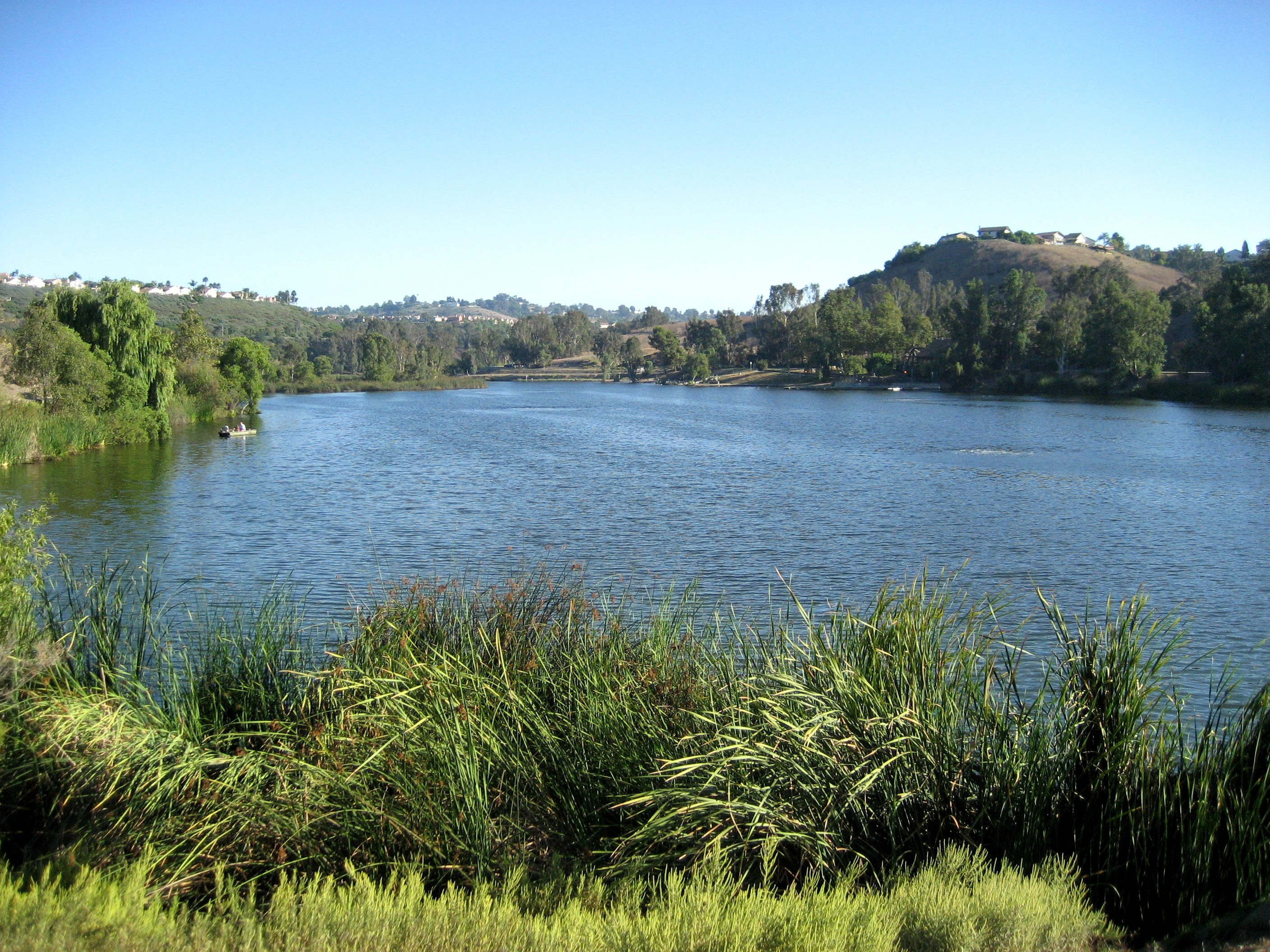
Le Laguna Niguel Lake (aussi connu sous le nom de Sulphur Creek Reservoir), vu depuis le barrage, a pour vocation de contrôler les inondations sur Sulphur Creek, un affluent de l'Aliso Creek, mais est aussi utilisé pour les activités de loisir.

Le bassin de l'Aliso Creek comprend dans sa partie supérieure des parties de la Forêt nationale de Cleveland ainsi que des parcs régionaux importants, l'Aliso and Wood Canyons Regional Park de 1 570 ha avec l'Aliso Creek Beach, l'une des plages les plus populaires du comté d'Orange, avec plus d'un million de visiteurs annuels et le Laguna Niguel Regional Park (96 ha, qui borde Sulphur Creek. En raison de sa faible profondeur et de son débit irrégulier, l'Aliso Creek n'est pas navigable, même durant l'hiver et le printemps ; le seul lieu du bassin où la navigation est possible est le Sulphur Creek Reservoir. Un sentier, l'Aliso Creek Trail, borde le cours d'eau de l'Aliso Canyon à la Forêt nationale de Cleveland.
Le seul lieu de pêche notable dans le bassin de l'Aliso Creek est le Sulphur Creek Reservoir, un lac artificiel de 18 ha formé par la construction d'un barrage en remblai sur Sulphur Creek dans le Laguna Niguel Regional Park. Pendant les mois d'hiver, on peut y trouver des poissons-chats, des bars, des crapets arlequins et des truites. Dans le reste du bassin, on trouve seulement des carpes, qui restent au fond.
La plupart des sentiers du bassin se trouvent dans sa partie basse, dans l'Aliso Canyon et dans le Wood Canyon ; ils sont voués au cyclisme et à l'équitation. À part l'Aliso Creek Trail, le Wood Canyon Trail suit le cours d'un affluent de l'Aliso Creek, le Wood Canyon Creek. On trouve aussi une piste cyclable le long de Sulphur Creek et dans des parties de l'English Canyon.

## Histoire

### Premiers habitants
On pense qu'avant la colonisation européenne, l'Aliso Creek était une frontière importante entre les tribus amérindiennes des Tongva au nord et des Acjachemen (ou Juaneño) au sud. Le territoire Tongva s'étendait au nord, au-delà de la Santa Ana River et de la San Gabriel River jusqu'à l'actuel comté de Los Angeles, tandis que les terres des Acjachemen, moins étendues, se trouvaient au sud du fleuve et allaient au-delà du San Juan Creek et jusqu'aux environs du San Mateo Creek, qui se trouve dans l'actuel comté de San Diego. Le débit pérenne du cours d'eau en faisait un site probable d'installation, bien que les principaux habitants des Tongva se trouvaient près de la San Gabriel River et que les Acjachemen vivaient surtout à la confluence du San Juan Creek avec le Trabuco Creek. En effet, environ 70 sites archéologiques d'importance ont été découverts le long du fleuve, et les spécialistes estiment qu'il y avait un village des Acjachemen près de la confluence de l'Aliso Creek et de Sulphur Creek, nommé Niguili, ce qui signifie une grande source dans le dialecte Luiseño.
L'utilisation du fleuve comme une frontière entre tribu est sujette à débat. D'autres tribus du sud de la Californie revendiquaient les deux rives d'un cours d'eau ou d'un fleuve et utilisaient la ligne de partage des eaux comme frontière. Cependant, la présence de l'Aliso Canyon, une gorge pentue et difficile à traverser, suggère que cela n'était pas le cas pour l'Aliso Creek. Kroeber (1907) a été le premier à défendre cette théorie, et de nombreux autres archéologues l'ont également suivi ; cependant, les Juaneño considèrent que leur frontière se trouve jusqu'à la ligne de partage septentrionale du bassin de l'Aliso Creek, ce qui va dans le sens de la pratique consistant à revendiquer les deux côtés d'un fleuve.
Aux alentours des années 1770, des explorateurs espagnols visitent la Californie du Sud et assument le contrôle des territoires de ces deux tribus. Ils construisent la mission San Gabriel Arcángel et la mission San Juan Capistrano près des deux localités principales des deux peuples, afin de les convertir au christianisme. La majorité des habitants est alors déplacée dans ces missions. Les Tongva sont dès lors appelé Gabrielino et les Acjachemen renommés Juaneño, d'après le nom de ces deux missions. Les Espagnols commencent à utiliser les lits majeurs entourant les cours d'eau à débit constant de la région, à savoir San Juan and Trabuco Creek, Aliso Creek, la Santa Ana, San Gabriel et le fleuve Los Angeles au nord. Beaucoup d'arbres jouxtant les rivages de ces cours d'eau - et en particulier l'Aliso Creek - sont alors coupés. Les rapports font état d'arbres très hauts près de l'embouchure ; ils sont abattus par les équipages des navires d'exploration au mouillage non loin d'Aliso Canyon, et utilisés dans la construction des bâtiments des missions, d'embarcations et d'autres strucutres,.
En 1842, la Californie est désormais une province du Mexique. Juan Avila devient propriétaire du Rancho Niguel, un terrain de 53,89 km2. Le nom du ranch est partiellement dérivé d'une corruption du nom original du village, Niguili - on retrouve cette origine dans le nom de la ville de Laguna Niguel. Peu de temps après, de juin à juillet 1846, durant la guerre Américano-mexicaine, la Californie fait sécession et se forme en République de Californie pendant moins d'un mois, avant d'être annexée par les États-Unis. En 1871, un colon blanc, Eugene Salter, revendique 0,62 km2 le long du cours inférieur du cours d'eau, dans l'Aliso Canyon. L'année suivante les 0,62 km2 sont acquis par George et Sarah Thurston, des colons qui transforment l'embouchure du cours d'eau en verger, qui va subsister pendant un demi-siècle.

### Urbanisation et développement

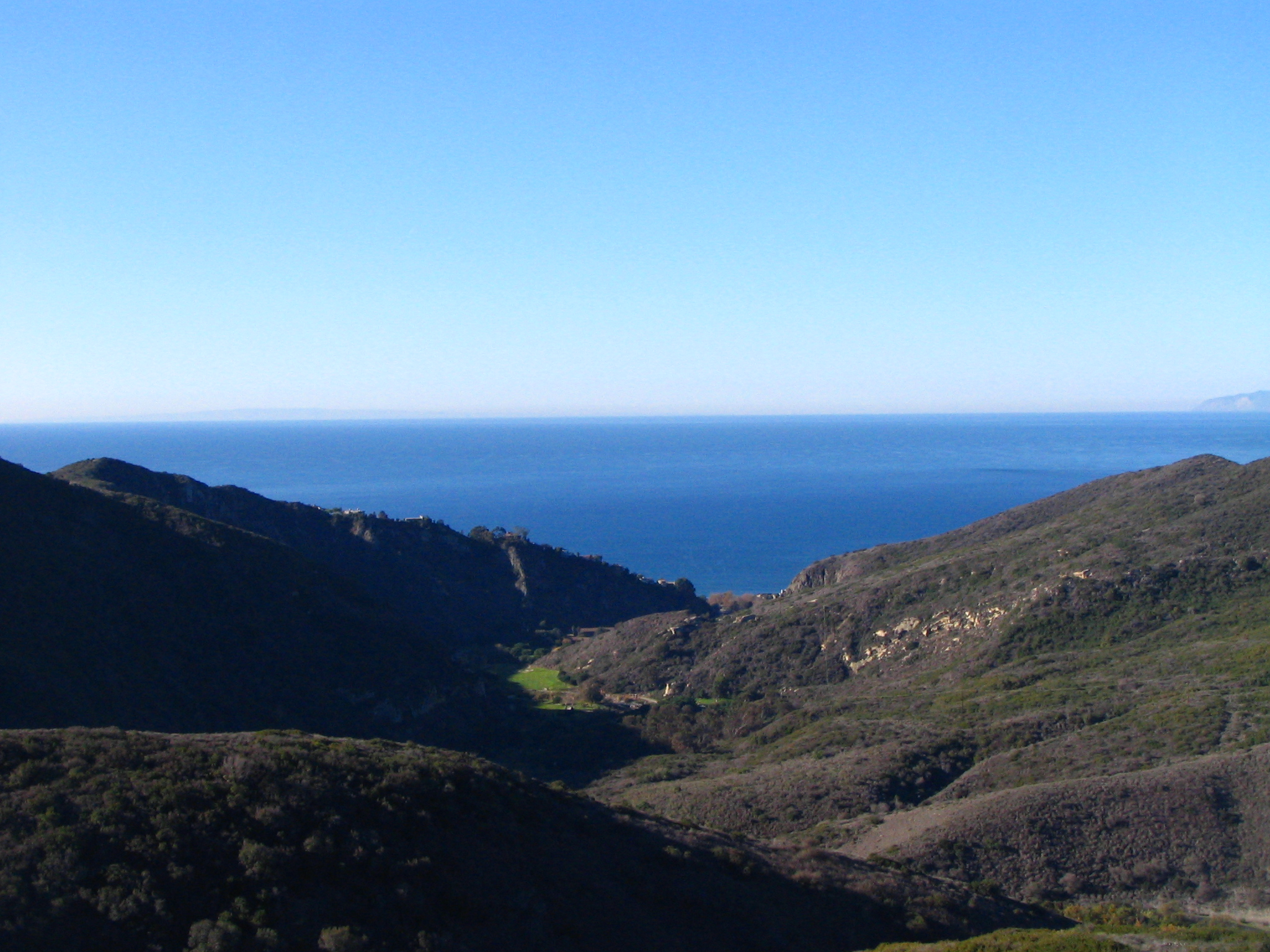
Vue du site proposé pour l'Aliso Reservoir, depuis les San Joaquin Hills.

En 1895, Rancho Niguel est acquis par le rancher Lewis Moulton (1854–1938) et son partenaire Jean Pierre Daguerre (1856–1911). Ils en sont propriétaires durant environ 38 ans, mais la famille Moulton le possède jusqu'aux années 1960. Rancho Niguel est alors intégré dans Laguna Niguel, Aliso Viejo, Laguna Hills et dans l'Aliso and Wood Canyons Regional Park,,.
Dans les années 1920, le potentiel de l'Aliso Creek comme approvisionnement municipal en eau est testé. En 1924, la municipalité de Laguna Beach fore des puits dans les dépôts de graviers près de l'embouchure du cours d'eau afin de fournir de l'eau potable. Quatre ans plus tard, le taux inhabituellement élevé (et d'origine inexpliquée) de chloride présent dans l'eau force les autorités à abandonner ce projet[réf. souhaitée]. Un habitant des environs, A. J. Stead, propose en 1934 de tirer profit des importantes crues hivernales du fleuve, allant de 0 à 498 000 m3 par mois, en construisant un barrage très près de l'embouchure, ce qui formerait un réservoir d'une capacité de 3 270 000 m3 avec un débit annuel de 190 000 m3. Bien que le projet ait été accepté, les résultats sont inconnus, et n'ont pas laissé de traces[réf. souhaitée].
Vers la fin des années 1960, l'augmentation des eaux de ruissellement en provenance des villes voisines en plein essor commence à poser des problèmes écologiques et à éroder sévèrement le fleuve. Des canaux de contrôle d'inondation ont alors déjà été construit en amont d'Aliso Creek Road (près de l'Aliso Canyon) afin de prévenir l'érosier dans ces zones très développées, mais le fleuve s'érode jusqu'à 6 mètres (20 pieds) ou plus dans les zones non concernées par les canaux.
En 1969 un programme de contrôle du débit et d'atténuation de l'érosion pour l'Aliso Creek est initié ; il nécessite la construction de deux seuils en béton sur le cours d'eau. Ces deux barrières verticales, hautes de 3,4 m et longues de 9,1 m, sont érigées en amont et en aval d'Aliso Creek Road. Plusieurs ripraps jointoyés sont également édifiés entre chacun de ces seuils et en aval par rapport à eux.
Un petit barrage est construit à environ 2,3 km en aval d'Aliso Creek Road, dans l'Aliso Canyon, durant les années 1990, dans le cadre d'un projet de mitigation de banque connu sous le nom de ACWHEP (Aliso Creek Wildlife Habitat Enhancement Project). L'objectif est de fournir de l'eau à 0,28 km2 de zone riparienne se trouvant désormais plusieurs mètres plus haut que le lit du fleuve. Le projet est conçu et financé conjointement par le comté et par la Mission Viejo Company. Le barrage avait pour autre mission d'amoindrir le risque de nouvelles érosions en aval ; cependant, des problèmes de conception empêchent toute réussite sur ce point, et l'érosion continue à attaquer le canyon. La structure est haute de 4,6 m et longue de 30 m ; elle permet de retenir l'eau, de capter les débris et de contrôler temporairement les crues lors des grandes pluies. C'est, avec le problème des eaux de ruissellement provenant des réseaux d'égouts pluviaux voisins, l'une des causes de la pollution du fleuve.

#### Historique des municipalités et des zones protégées voisines

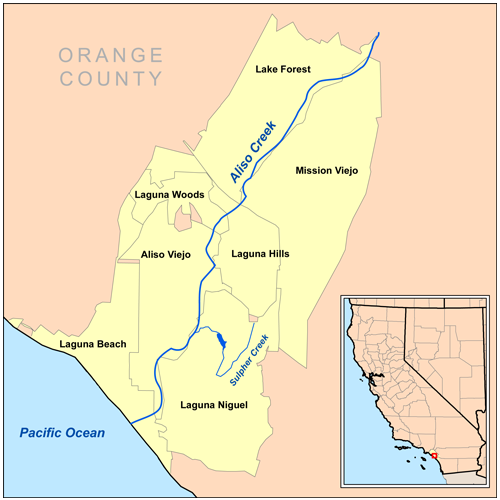
Carte du bassin versant de l'Aliso Creek présentant les territoires des municipalités voisines.

En 1927 Laguna Beach est la première ville à s'incorporer en municipalité dans le bassin de l'Aliso Creek (et la deuxième dans le comté d'Orange). À cette époque, hormis quelques fermes et ranchs, le bassin versant est très peu peuplé, et à la fin de la décennie, il n'est développé qu'à moins de 1 %. Le nombre s'élève à 15 % dans les années 1960 et 1970 ; cependant, en 1990, il dépasse la barre des 60 %. Les villes de Mission Viejo et Laguna Niguel s'incorporent respectivement en 1988 et 1989. À la fin du XXe siècle, plus de 70 % du bassin versant est développé. La municipalité la plus récente située dans la zone, Aliso Viejo, s'est incorporée en 2001.
La Forêt nationale de Cleveland, la plus vieille zone protégée située dans le bassin de l'Aliso Creek, a été créée en 1908 ; le parc important suivant à avoir été fondé est le Laguna Niguel Regional Park en 1973. Le terrain de l'Aliso and Wood Canyons Regional Park a été tout d'abord fixé en avril 1979 en ce qui concerne 14 km2, auxquels ont été ajoutés au cours du début des années 1990 de nouvelles parcelles, portant le total à 15,70 km2. Durant ces mêmes années, l'Aliso and Wood Canyons a été intégré dans la Laguna Coast Wilderness qui s'étend au nord jusqu'au Parc d'État de Crystal Cove.

### Crues et mitigation
À l'instar de la majorité des autres fleuves côtiers du comté d'Orange, le bassin versant de l'Aliso Creek est à présent très urbanisé: 70 % de sa superficie originelle est aujourd'hui située sous des surfaces imperméables telles que des chaussées et des bâtiments. Les eaux de ruissellement rejoignant le fleuve sont bien plus importantes qu'autrefois, ce qui cause non seulement un débit annuel plus important du cours d'eau, mais aussi des crues plus importantes lors de la saison pluvieuse. Dans les années 1920 et 1930, des crues dévastatrices ont ravagé une grande partie de la Californie du Sud, parmi lesquelles l'inondation de Los Angeles de 1938 est la plus célèbre.
L'Orange County Flood Control Act de 1927 a été institué à la suite de crues précédant cette période ; il a permis la construction dans le comté du Lac Irvine et du Sulphur Creek Reservoir. À partir des années 1960 la plupart des rivières du comté, dont l'Aliso Creek, ont été canalisées. Certaines, comme la Santa Ana River, ont été intégralement bétonnées, mais Aliso Creek a principalement conservé son lit naturel, bien qu'il soit restreint à un court canal.

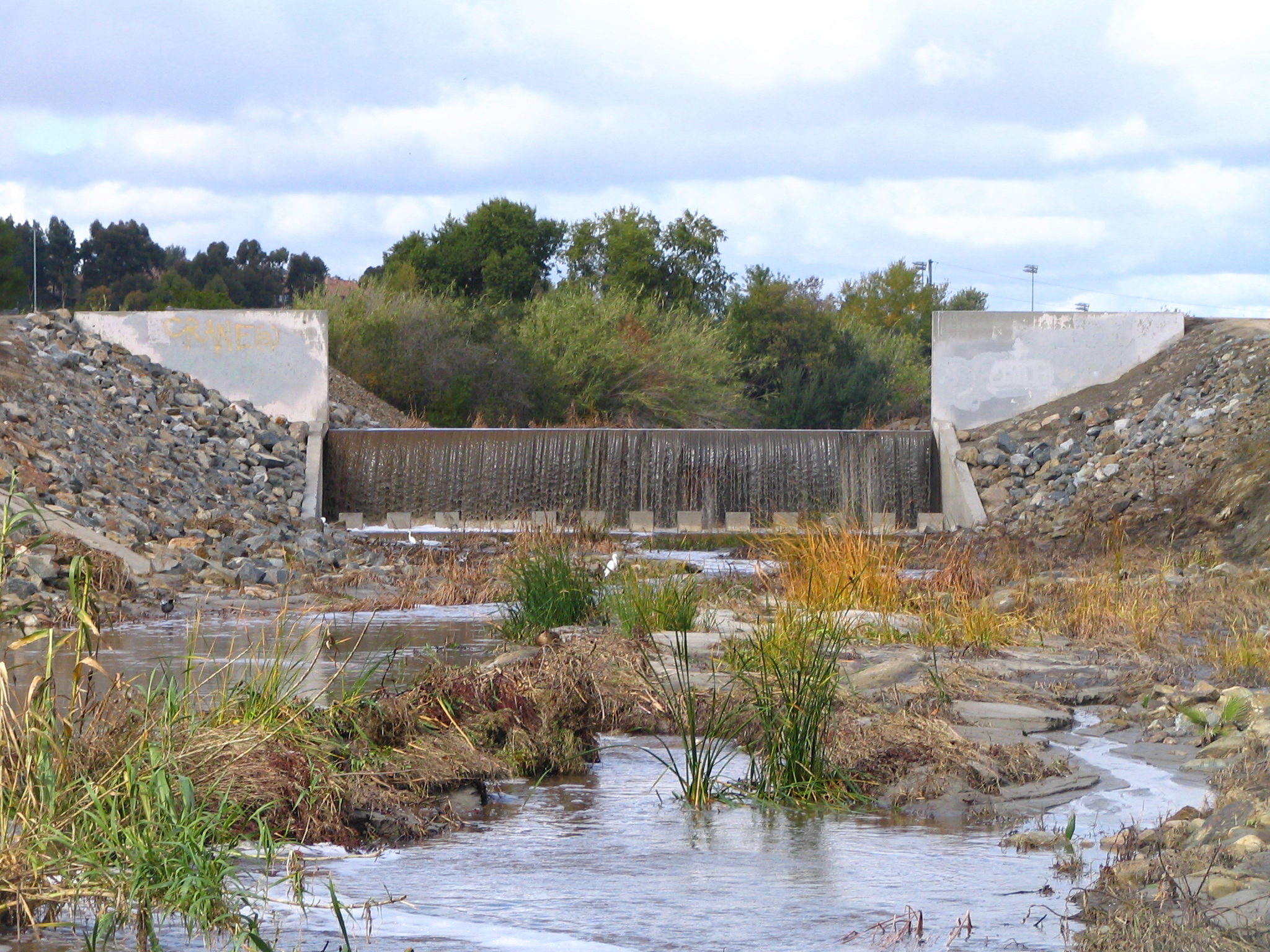
De nombreuses structures de contrôle existent sur le cours d'eau pour empêcher l'érosion.

Plusieurs affluents de l'Aliso Creek - le Dairy Fork, l'Aliso Hills Channel, le Munger Creek, et d'autres plus petits - ont été remplacés par des collecteurs. Le Wood Canyon Creek a conservé son état originel, à ceci près que la pollution de l'eau a dégradé son environnement. Le Sulphur Creek a été canalisé tandis que l'English Canyon Creek a été stabilisé grâce à des ripraps et à la protection de ses berges.
Bien qu'il n'y ait pas de contrôle d'inondation majeur dans l'Aliso Creek, il compte 19 structures qui, quoiqu'elles ne limitent pas les crues, ont été construites pour limiter l'érosion très importante causée par le débit plus important du fleuve Bien que le fleuve dispose d'un important lit dans la plus grande partie de l'Aliso Canyon, un goulot d'étranglement se trouve à l'extrémité sud du canyon, sous la forme d'un virage étroit qui enserre le cours d'eau entre des zones construites et d'abruptes falaises. Lors des crues, cette partie du cours est souvent la plus atteinte par les dégâts.
Une autre période de crues importantes a marqué les années 1980 jusqu'au début du XXIe siècle. La saison El Niño de 1983 s'est caractérisée par des précipitations sans précédent qui ont fait s'élever le débit du fleuve jusqu'à 150 m3/s, un record absolu. Le fleuve a inondé ses rives et a monté de 3 m en certains endroits[réf. souhaitée]. Cinq inondations importantes se sont produites durant les années 1990, dont celle de 1998 qui aurait détruit six ponts pédestres. Les années 2004 et 2005 ont également été marquées par des précipitations importantes.

## Le long du fleuve

### Ponts
Les ponts traversant le fleuve sont listés ci-dessous, de l'embouchure à la source ; entre parenthèses est indiquée l'année de la construction. 30 ponts importants environ le traversent.
| - Pacific Coast Highway (1926) - Plusieurs routes privées dans l'Aliso Creek Golf Course - Aliso Canyon Road - Route de service de l'Aliso Canyon Dam - AWMA Road - un acronyme pour la Aliso Water Management Agency - Aliso Creek Road (1988) - Pacific Park Drive - California State Route 73 (1996) - Trail [Pedestrian Bridge] - Moulton Parkway (vers le nord 1969, vers le sud 1987) - Laguna Hills Drive (deux ponts) (1985) - Avenida Sevilla - Des chemins dans l'Aliso Park - Paseo de Valencia (1966) - Aliso Creek Trail - Interstate 5 (1959) - Aliso Creek Trail - Los Alisos Boulevard (1973) - Muirlands Boulevard (1973) | - Une route privée dans le Lake Forest Golf Center - BNSF Railway - Jeronimo Road (1974) - 2nd Street (pont pédestre) - Trabuco Road - deux ponts (1975) - Creekside Drive (1980) - El Toro Road (1975) - Normandale Drive (1987) - Portola Parkway - Saddleback Parkway - California State Route 241 (1995) - Glen/Glenn Ranch Road - Aliso Creek Trail - Ridgeline Road - Santiago Canyon Road - Crystal Canyon Road - Country Home Road - Whiting Road |

### Affluents
De l'embouchure à la source, l'Aliso Creek est alimenté par six rivières principales et 46 ruisseaux de moindre importance ; voici la liste des affluents principaux[réf. souhaitée].
| Nom                   | Variantes                                               | Source                                      | Coordonnées de la source                       | Longueur                                 | Embouchure                                    | Coordonnées de l'embouchure   |
| --------------------- | ------------------------------------------------------- | ------------------------------------------- | ---------------------------------------------- | ---------------------------------------- | --------------------------------------------- | ----------------------------- |
| Mouth                 |                                                         | N/A                                         | N/A                                            | N/A                                      | Aliso Creek Beach, Laguna Beach               | 33° 30′ 38″ N, 117° 45′ 12″ O |
| Wood Canyon Creek     |                                                         | Aliso Viejo                                 | 33° 35′ 39″ N, 117° 44′ 22″ O[réf. incomplète] | 2,8 milles (4,5061632 km)                | Aliso Canyon—rive droite d'Aliso Creek        | 33° 32′ 28″ N, 117° 44′ 13″ O |
| Sulphur Creek         | Arroyo Salada, Sulpher Creek, Salt Creek, Cañada Salada | North Laguna Niguel                         | 33° 33′ 33″ N, 117° 41′ 04″ O                  | 4,5 milles (7,242048 km)                 | Head of Aliso Canyon—left bank of Aliso Creek | 33° 32′ 32″ N, 117° 42′ 16″ O |
| Aliso Hills Channel   |                                                         | South Laguna Hills                          |                                                | 4,5 milles (7,242048 km)[réf. souhaitée] | Aliso Viejo—rive gauche d'Aliso Creek         |                               |
| Dairy Fork            | Dairy Fork Storm Drain                                  | South Laguna Woods                          |                                                | 3 milles (4,828032 km)                   | Aliso Viejo—rive droite d'Aliso Creek         |                               |
| Munger Creek          | Munger Creek Storm Drain                                | Lake Forest                                 |                                                | 1 milles (1,609344 km)                   | Mission Viejo—rive droite d'Aliso Creek       |                               |
| Unnamed northern fork |                                                         | Portola Hills                               |                                                | 2,5 milles (4,02336 km)                  | Mission Viejo—rive droite d'Aliso Creek       |                               |
| English Canyon        | English Canyon Creek, English Canyon Channel            | Mission Viejo                               | 33° 39′ 30″ N, 117° 38′ 28″ O                  | 3,5 milles (5,632704 km)                 | Mission Viejo—rive gauche d'Aliso Creek       | 33° 37′ 42″ N, 117° 40′ 52″ O |
| Source                |                                                         | Forêt nationale de Cleveland, Portola Hills | 33° 42′ 10″ N, 117° 37′ 21″ O                  | N/A                                      | N/A                                           | N/A                           |